# 상조제두스캄푸스

상조제두스캄푸스의 위치

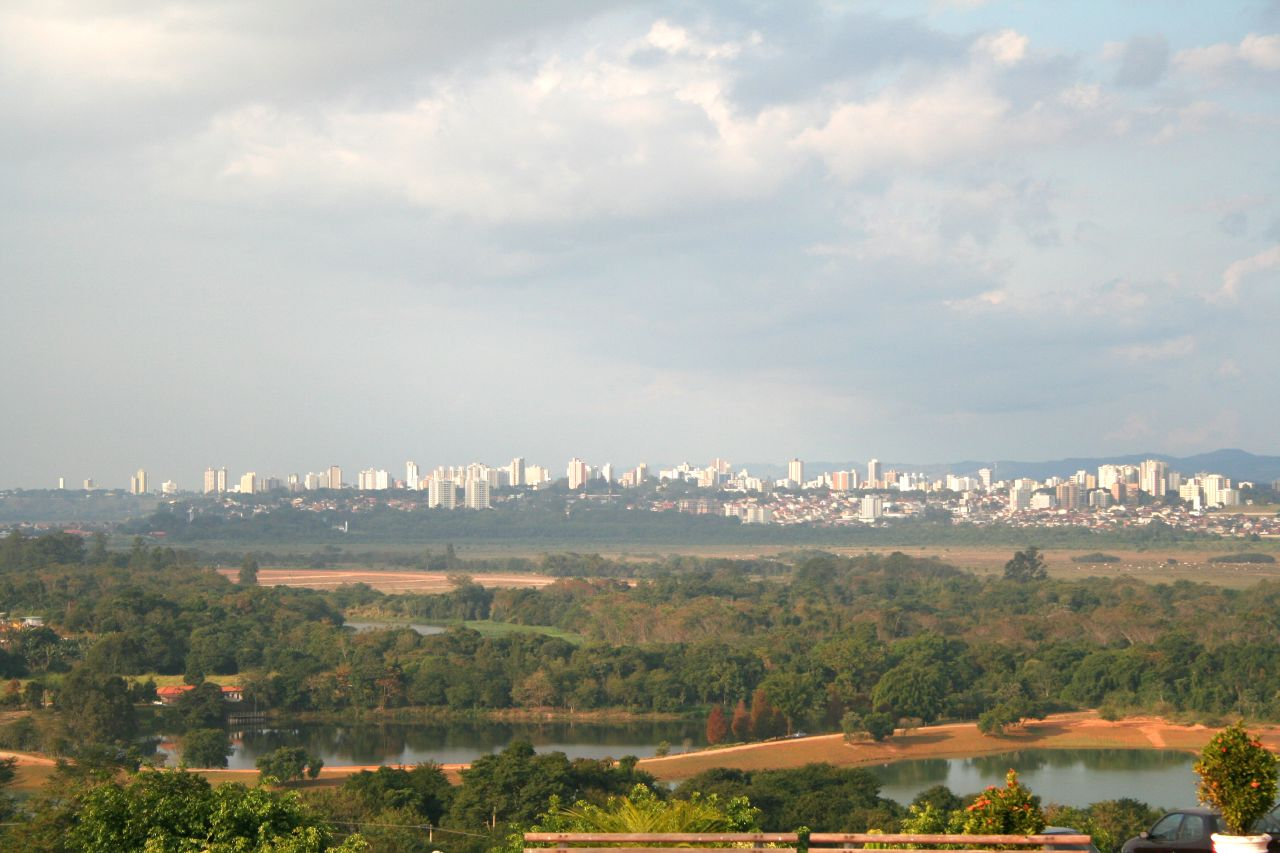
상조제두스캄푸스

상조제두스캄푸스(포르투갈어: São José dos Campos)는 브라질 남부 상파울루주에 있는 도시이다. 인구 610,965(2006).
상파울루 동쪽 80km, 해발 660m 지점에 위치한다. 북쪽은 미나스제라이스주에 접한다. 16세기에 예수회 선교사들이 들어와서 브라질에서는 오래 된 도시이며, 이후 커피 재배의 중심지였으나, 본격적인 발전은 20세기 후반 이후부터이다. 특히 이 도시는 브라질에서 우주 도시로 유명하다. 라틴아메리카 최대의 우주 연구소인 브라질 국립 우주 연구소(INPE)가 위치하고 있다.